# Batalló Hans Beimler
l Batalló "Hans Beimler" (en alemany: Hans-Beimler-Bataillon) va ser una unitat de les Brigades Internacionals durant la Guerra Civil Espanyola, enquadrat en la XI Brigada Internacional.

## Història
El batalló va ser establert al març de 1937, encara que la seva fundació oficial no es va produir fins al mes d'abril. Devia el seu nom al comunista alemany Hans Beimler, que havia mort durant la batalla de la Ciutat Universitària de Madrid al desembre de 1936. A pesar que els alemanys constituïen el principal grup de tots els que formaven el batalló, també va haver-hi presents brigadistes holandesos, flamencs i escandinaus.
A la fi del mes de març de 1937, abans de la designació oficial del batalló, la unitat es va traslladar per a combatre en la batalla de Guadalajara, davant de la serra de La Alcarria. Es va situar a pocs quilòmetres de distància de Troja, a la vall del riu Badiel. A suggeriment del comandament, a la fi d'abril la unitat va rebre la denominació "Batalló Hans-Beimler" i el 21 d'abril fa una desfilada a Troja.
Abans de la batalla de Brunete, al juny de 1937 va haver-hi una reorganització de les Brigades Internacionals: El batalló "Hans Beimler" va passar a integrar-se en la XI Brigada Internacional germanoparlant, al costat dels batallons Thälmann, Edgar André i 12 de Febrer. Durant el mes de juny la unitat va mantenir diversos xocs amb requetés carlistes a la zona de La Alcarria. Al mes següent va intervenir en l'ofensiva republicana de Brunete, on el batalló va combatre durament encara que també va sofrir forts perdudes. Durant els últims dies de la batalla va mantenir les posicions republicanes en els sectors de Quijorna i Villanueva de la Cañada, amb el suport del "Thälmann".
Al començament de la batalla de l'Ebre, en la nit del 24 al 25 d'agost de 1938 la "Hans Beimler" va ser una de les primeres unitats que va travessar el riu i va iniciar l'atac contra les posicions franquistes. El batalló va ser dissolt a l'octubre de 1938, després de la retirada de les Brigades Internacionals.